# 苦根
苦根，亦音译作比特鲁特，是一种小型多年生香草，属于水卷耳科露薇花属。

## 分布
苦根是北美洲西部的本土植物，分布于中低海拔的草原、开阔灌木地和森林中。它是一种体型很小的植物，生长在干燥的岩地或碎石土壤中，其分布范围从加拿大不列颠哥伦比亚省开始，转入美国，经过位于喀斯喀特山脉东部的华盛顿州和俄勒冈州，延伸到加利福尼亚州南部，以及西蒙大拿州、怀俄明州、北科羅拉多州和北亞利桑那州。

## 描述

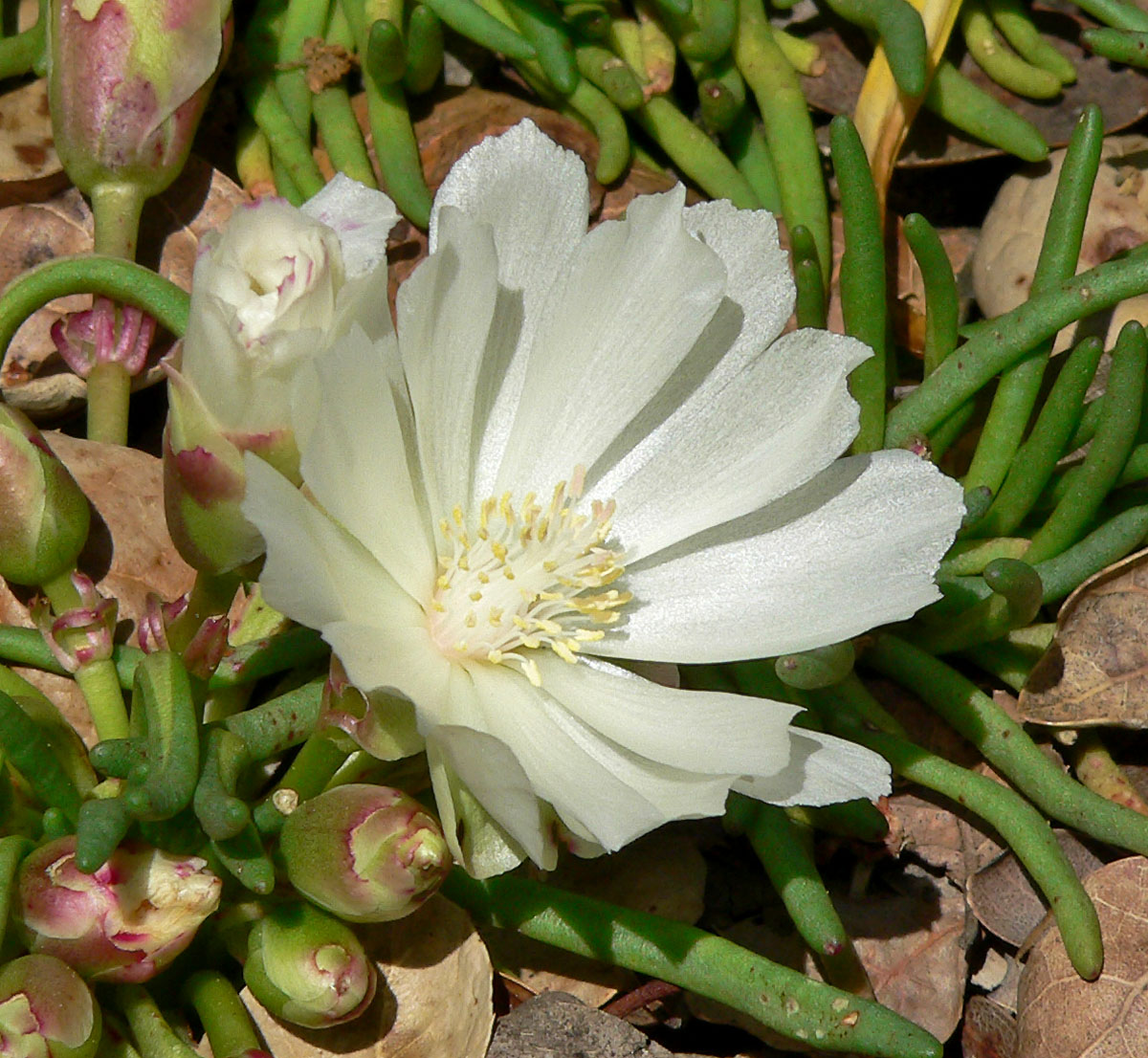
加州大学植物园中的花

苦根是一种生长缓慢的多年生植物，直根，叶呈张开状。花茎本身无叶，约1—3（0.4—1.2英寸）高。其苞片有5-6枚，呈细长状，约5 - 10毫米长。每根花茎只开一朵花，并伴有5 - 9片椭圆形的萼片。它们颜色各异，从白色到薰衣草色或者深粉色都有。花季在4月到7月之间。苦根通常有15片椭圆形花瓣，每片约18 - 35毫米长。花成熟后会结出一个蛋形的囊，内有6～20颗近乎圆形的种子。

## 历史与文化
法国的猎人将这种植物称为，即“苦根”。美洲土著则称此植物为
“spetlum/sp̓eƛ̓m̓”或“spetlem”（“手剥的”）、“nakamtcu”（库特奈语：naqam¢u）、”mo'ôtáa-heséeo'ôtse“（夏延语：“黑药”）。
肖松尼人、弗拉特海德土著会偶尔食用苦根的根。传统上，库特尼人会将松鸡和苦根放在一起烹制，并放入糖；其他的部落则更喜欢就着盐食用。莱姆哈伊肖松尼人相信，苦根直根顶部的红色根芯有着特殊的力量，能够挡下熊的攻击。
在刘易斯与克拉克远征期间，1805年至1806年，梅里韦瑟·刘易斯食用了苦根。为了纪念他们，刘易斯带回的植物样本在经过确认后，被德裔美国植物学家费德里克·普尔士命名为。
1895年2月27日，苦根花被选为蒙大拿州州花。
三个大型的地理特征——苦根山、苦根谷和苦根河——均以此植物命名。
2009年，依照被子植物APG III分类法，苦根所属的露薇花属被从马齿苋科移到了新设立的水卷耳科。

## 拓展阅读
- Johnny Arlee.  (PDF). Salish Kootenai College（英语：Salish Kootenai College）, Npustin Press. 2008  [2018-01-24]. ISBN 9780981683416. （原始内容存档 (PDF)于2018-01-25）.
- Moerman. D. Native American Ethnobotany. Timber Press. Oregon. 1998 ISBN 0-88192-453-9